# 墮落美少年
《不死魔咒》是一套2009年的英國奇幻恐怖劇情片，改編自奧斯卡·王爾德出版於1890年的小說《格雷的畫像》。
影片由奧立佛·派克導演，多比·芬利編劇，班·巴恩斯出演道林·格雷，柯林·佛斯出演亨利·沃頓爵士。描述一名叫道林·格雷的英國美少年，為了使自己青春永駐而將眞實年齡轉移到自己的肖像上。年復一年，這幅肖像因承載了格雷的年齡和他犯下的罪行而衰老醜陋不堪，格雷則憑此青春常在，依舊年輕迷人。
電影於2009年9月9日在英國上映，並入圍2009年錫切斯影展的奇幻片單元。

## 主要角色
- 班·巴恩斯 飾 Dorian Gray
- 柯林·佛斯 飾 Lord Henry Wotton
- 班·卓別林（英语：Ben Chaplin） 飾 Basil Hallward
- 瑞秋·哈伍德 飾 Sibyl Vane
- 蕾貝卡·霍爾 飾 Emily Wotton
- 艾米麗雅·福克斯 飾 Lady Victoria Wotton
- 費安娜·蕭 飾 Agatha
- 瑪瑞亞·達波 飾 Gladys

## 外部連結
- 互联网电影数据库（IMDb）上《墮落美少年》的资料（英文）
- TCM电影资料库上《墮落美少年》的资料（英文）
- AllMovie上《墮落美少年》的资料（英文）
- 爛番茄上《墮落美少年》的資料（英文）
- 開眼電影網上《不死魔咒 （页面存档备份，存于）》的資料 （繁體中文）
- YouTube上《不死魔咒》的臺灣中文預告片 （繁體中文）